# The Joe Rogan Experience
The Joe Rogan Experience est un podcast américain présenté par l'humoriste et commentateur de l'UFC Joe Rogan. 
Lancé le 24 décembre 2009 sur YouTube par Rogan et l'humoriste Brian Redban, qui coprésente l'émission et la produit jusqu'en 2012, il est peu à peu devenu l'un des podcasts les plus populaires au monde, attirant régulièrement plusieurs millions de vues par épisode,. Depuis plusieurs années, l'émission devenu le podcast le plus écouté au monde.
Le podcast est connu pour avoir accueilli un large éventail d'invités très médiatisés, parmi lesquels l'entrepreneur Elon Musk, le lanceur d'alerte Edward Snowden, le Président des États-Unis Donald Trump, le sénateur Bernie Sanders, ou encore l'astrophysicien Neil deGrasse Tyson. Depuis décembre 2020, le podcast est exclusivement disponible sur Spotify, bien que des extraits soient aussi publiés sur la chaîne YouTube de l'émission. D'abord enregistré au domicile de Rogan en Californie, le podcast a ensuite été transféré dans un studio privé à Los Angeles, dans le quartier de Woodland Hills.
Le podcast, objet de controverses, a été décrit comme une plateforme pour le dark web intellectuel. Joe Rogan a notamment été critiqué pour avoir invité des personnalités d'extrême droite ainsi que d'autres ayant exprimé, lors de la pandémie de Covid-19, des opinions qui allaient à l'encontre du consensus médical,. Les partisans du podcast, quant à eux, ont félicité son présentateur pour sa défense de la liberté d'expression.

## Histoire

### Origines et lancement
L'idée d'un podcast vient à Joe Rogan en 2003, lorsqu'il embauche Brian Redban, monteur vidéo autodidacte et employé du magasin d'informatique Gateway 2000 dans l'Ohio, pour travailler avec lui à temps plein, et l'invite à le filmer, lui et son groupe, lors d'une tournée de stand-up. Redban accepte et déménage en Californie. La popularité croissante du contenu et l'augmentation du nombre de fans incitent les deux associés à chercher de nouvelles façons de rendre leur site web plus interactif avec le public. Ils mettent alors en place des flux en direct sur Justin.tv pour diffuser des extraits de sketch de stand-up de Rogan,.

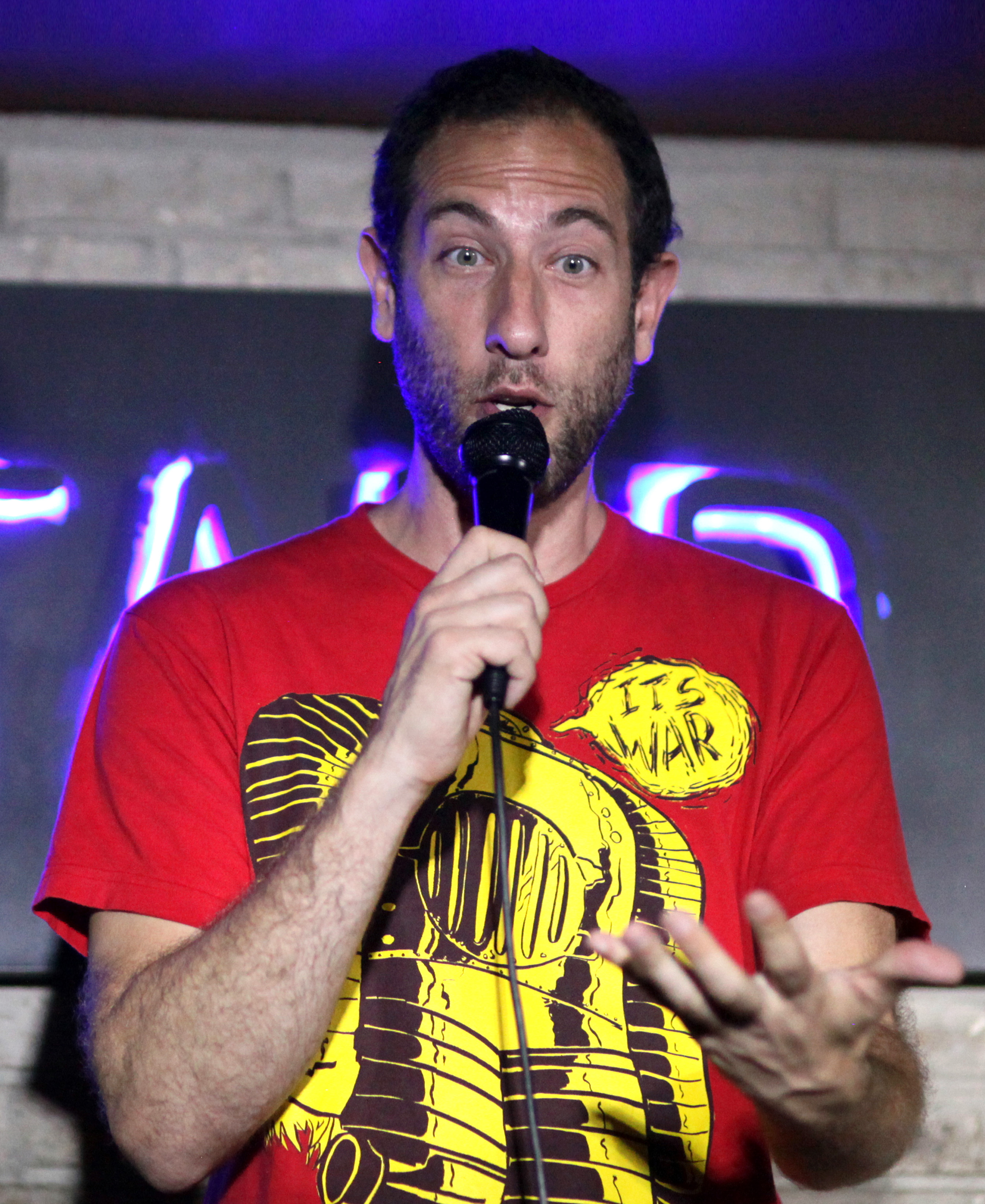
Ari Shaffir premier invité du podcast

Après un certain temps sur Justin.tv, Rogan décide d'héberger le flux vidéo en direct depuis leur domicile et d'interagir avec les fans dans un « salon de discussion » sur Twitter. La partie audio est quant à elle publiée sous forme de podcast téléchargeable,,.
Influencé par d'autres émissions comme Opie et Anthony ou encore Live from the Compound . Ils diffusent en direct leurs premier épisode le 24 décembre 2009, sous la forme d'une émission humoristique hebdomadaire. L'émission se développe rapidement grâce aux réseaux de Rogan. Il a ainsi ses amis comme invités, son projet tournant autour de longues conversations avec eux (talk-show) ; le comédien Ari Shaffir (en) est ainsi le premier des invités apparu dans l'épisode n° 3, le 6 janvier 2010.
Pour Rogan, un calendrier régulier était très important pour booster l'intérêt du public. Quelques mois plus tard, en mai 2010, le podcast acquiert son premier sponsor, la société de production de sex-toys, Fleshlight. En août 2010, le podcast, officiellement nommé The Joe Rogan Experience en hommage à The Jimi Hendrix Experience, est diffusé en direct plusieurs fois par semaine. Dès mai 2011, un accord est conclu avec SiriusXM, un service de radio par abonnement, pour que le podcast soit diffusé sur The Virus, une chaîne de discussion non censurée,.

### L'ère YouTube
En janvier 2013, les épisodes du podcast sont publiés sur YouTube, sur la chaîne PowerfulJRE. Ils obtiennent régulièrement plusieurs millions de vues.
Plus tard dans l'année, la cadence de diffusion augmentant, Jamie Vernon est embauché comme second producteur, initialement pour remplacer l'assistant de Redban, laissant ce dernier produire environ la moitié des épisodes. Vernon prend progressivement le relai et finit par remplacer Redban.

### L'ère Spotify
Le 19 mai 2020, Rogan annonce qu'à partir du mois de septembre, The Joe Rogan Experience sera disponible uniquement sur Spotify. Il assure que le podcast conservera le même format, la plateforme de streaming n'ayant aucun contrôle créatif. Le lendemain de l'annonce, les actions de Spotify augmentent de 7 %. Le 8 septembre, le podcast fait ses débuts en studio avec l'épisode no 1533, à l'occasion duquel est invité Adam Curry. Les épisodes continueront d'être publiés intégralement sur YouTube jusqu'en décembre, avant d'être remplacés par des extraits.
Après le transfert du podcast sur Spotify, des internautes signalent sur les réseaux sociaux l'absence de certains épisodes mettant en vedette des invités controversés, de droite ou d'extrême droite, notamment Alex Jones, Milo Yiannopoulos, Gavin McInnes et Chris D'Elia (en). Les épisodes avec Tommy Chong, Joey Diaz (en) et Mikhaila Peterson (fille de Jordan Peterson) n'étaient également plus disponibles. Le média VICE rapporte cependant que le PDG de Spotify, Daniel Ek, s'est prononcé en faveur de la publication de l'épisode n° 1509 sur la plateforme. Dans cet épisode, Rogan et son invitée Abigail Shrier, autrice du livre Irreversible Damage: The Transgender Craze Seducing Our Daughters, avaient tenu des propos jugés transphobes, amenant certains employés de Spotify à faire part de leurs préoccupations à la direction. Un porte-parole du groupe Spotify a ensuite déclaré que l'épisode était conforme aux directives d'admissibilité de contenu. Rogan a plus tard précisé que la société ne lui avait jamais parlé de censure ou d'éditorialisation du podcast. En réaction à la controverse, il a souligné l'abondance de chansons déjà hébergées sur Spotify dont les paroles sont considérées comme offensantes.

## Format
Il existe au moins trois types d'épisodes pour ce podcast :
- la catégorie principale, dite générale, où sont invitées diverses personnalités publiques, telles que le psychologue Jordan Peterson, l'entrepreneur Elon Musk ou encore le rappeur Kanye West ;
- la catégorie MMA Show, où sont invités divers compétiteurs de MMA actifs, comme Francis Ngannou ou Dustin Poirier ;
- ainsi que la catégorie Fight Companion, où sont invités d'anciens compétiteurs de sports de combat, comme Georges Saint-Pierre ou Mike Tyson.

L'ensemble de ces podcasts sont diffusés en direct sur Spotify depuis décembre 2020 et préalablement annoncés sur le compte Twitter de Joe Rogan.

## Impact
En janvier 2015, le podcast est écouté par plus de 11 millions d'auditeurs. En octobre 2015, il atteint 16 millions de téléchargements par mois, puis, en avril 2019, 190 millions selon Joe Rogan. En 2021, il devient numéro 1 sur Spotify dans la catégorie Podcast, devant le géant des Conférences TED.
Le mois d'octobre sans alcool, dit Octobre Sobre, est inspiré du podcast de Joe Rogan. Lancée en 2017, cette initiative a permis à certains auditeurs de réduire leur dépendance à l'alcool en participant au défi.
En septembre 2018, l'épisode no 1169, dans lequel apparaît Elon Musk, fait polémique. Rogan, consommateur régulier de cannabis, y propose à Musk d'essayer un joint, ce qui attire l'attention de la presse à l'internationale et va jusqu'à faire chuter l'action Tesla de 9 %. Rogan répond à la polémique dans un épisode ultérieur, dénonçant l'hypocrisie de la presse, choquée par le cannabis mais pas par le whisky également consommé par Elon Musk lors de l'émission.
Joe Rogan a défendu à plusieurs reprises le professeur et psychologue clinicien Jordan Peterson face aux accusations d'antiféminisme et de transphobie dont il est la cible. Il a notamment déclaré que Peterson était l'homme le plus incompris sur Terre.

### Politique et élection présidentielle de 2020
Bien que la plupart des épisodes donnent la parole à des artistes, universitaires, humoristes, combattants de l'UFC et autres personnalités non politiques, le New York Times a considéré que le podcast avait joué le rôle d'un « influenceur politique improbable » lors de l'élection présidentielle américaine de 2020. En effet, les candidats Andrew Yang et Tulsi Gabbard, après être apparus dans l'émission, ont tous deux bénéficié d'un gain significatif de popularité et vu leur collecte de fonds s'améliorer. La couverture médiatique du candidat Bernie Sanders a également explosé à la suite de la diffusion d'un extrait de l'émission, qui montre Rogan parlant favorablement de Sanders et déclarant à l'antenne : « Je pense que je voterai probablement pour Bernie. »,.
Le podcast fait partie intégrante du programme médiatique pour le candidat Andrew Yang ; au cours des 30 jours précédant l'entretien, Yang avait fait en moyenne 62 dons par jour ; dans les 30 jours qui ont suivi, ils étaient environ 2 150. Les médias ont répondu à l'appel en évoquant le podcast et le programme du candidat, en particulier à travers les discussions de Yang avec Rogan sur le revenu de base universel (RBU). Ce podcast a donc eu un impact considérable sur l'importance du RBU dans les débats publics, et  potentiellement sur le COVID-19 et le principe des factures de secours (comprenant des aides uniques aux États-Unis, similaires au RBU),.
Le 20 juin 2019, l'ancien scientifique de la Zone 51, Bob Lazar, fait une apparition dans l'émission où Rogan débat de la possibilité de vie extraterrestre. Cet épisode est cité comme source d'inspiration pour l'événement Facebook prévu et connu sous le nom de Storm Area 51, They Can't Stop All of Us (« Prenons d'assaut la Zone 51, ils ne peuvent pas tous nous arrêter »), créé une semaine plus tard.
Une étude menée par Coleman Insights, en 2019, auprès de 1 000 auditeurs mensuels de podcasts âgés de 18 à 64 ans révèle que The Joe Rogan Experience se classe au premier rang dans la catégorie conscience spontanée, le double de tout autre podcast.
Le 8 septembre 2020, le président Donald Trump tweete un extrait de l'interview de Rogan avec Mike Tyson, dans lequel le boxeur dit que blesser les gens peut être orgasmique. Plus tard dans la journée, Trump tweete un clip dans lequel Rogan plaisante, « Biden, pour moi, c'est comme avoir une lampe de poche avec une batterie en train de mourir et faire une longue randonnée dans les bois. Ça ne marchera pas. Il n'y arrivera pas. ».
Le 13 septembre, Tim Kennedy, compétiteur d'UFC, tweete que, dans le podcast tourné avec Rogan deux jours plus tôt, l'animateur avait « proposé de modérer un débat entre Biden et Trump ». L'idée était « quatre heures sans public en direct. Juste les deux candidats, les caméras et leur vision de la façon de faire avancer ce pays. Qui veut ça ? » Le lendemain, le président Donald Trump tweete en réponse : « Oui ! ». Sans réponse du camp de Joe Biden.
Dans l'épisode no 1554, le rappeur Kanye West profite de l'émission pour clarifier ses raisons de se présenter à la présidence des États-Unis en 2020.

### Pandémie de Covid-19
Le 27 avril 2021, Rogan tient des propos erronés sur le vaccin contre la Covid-19, affirmant notamment, contre le consensus médical, que les personnes jeunes et en bonne santé n'auraient pas à se soucier de la maladie ,. Ce point de vue est ensuite critiqué par l'immunologiste Anthony Fauci et la directrice de de la communication de la Maison Blanche Kate Bedingfield, ainsi que par divers médias,,,. Une partie de ces critiques rappellent alors l'occurrence de cas notables de Covid-19 chez des jeunes en bonne santé. Rogan reconnaît plus tard l'existence d'« un certain fondement scientifique » derrière les arguments de Fauci.
Le 13 octobre 2021, lors d'une conversation avec le neurochirurgien Sanjay Gupta, spécialiste médical pour CNN, Rogan défend la prise d'ivermectine pour le traitement du Covid-19. Gupta, venu pour discuter de « l'importance des masques » et de « l'utilité des vaccins », échoue à convaincre Rogan qui, une fois de plus, réitère son point de vue selon lequel les gens devraient pouvoir choisir de se faire vacciner, en accord avec le principe de liberté individuelle.
En décembre, son podcast avec le biologiste Robert W. Malone est censuré par YouTube. Celui-ci y comparait la gestion de la pandémie aux politiques de l'Allemagne nazie et affirmait que les gens étaient en proie à une psychose de masse.
En janvier 2022, une lettre ouverte signée par 270 scientifiques et professionnels de santé appellent Spotify à développer une politique de lutte contre la désinformation sur la plateforme. Les spécialistes ont notamment critiqué l'épisode mettant en vedette le biologiste Robert Malone, qui avait diffusé de fausses informations sur les vaccins lors de la pandémie et déclaré (avec l'approbation de Rogan) qu'il pensait que les jeunes en bonne santé n'avaient pas besoin d'un vaccin contre le Covid-19,.

## Accueil
Le podcast, décrit comme « un nœud important » du dark web intellectuel, a présenté un mélange diversifié d'invités politiques, des candidats démocrates à la présidentielle comme des personnalités conservatrices. Dans un article plus critique dans National Review, l'écrivain Theodore Kupfer écrit que le podcast était animé par un « obsédé » de DMT, fumant de l'herbe, et devenu malgré lui  « l'un des derniers bastions pour la discussion civile dans l'Amérique contemporaine », faisant ici écho aux nombreux mouvements de cancel culture bloquant tout débat sur les campus américains.